# Pałac w Kołodnie
Pałac w Kołodnie (ukr. Колодненський палац) – zniszczony zabytkowy pałac we wsi Kołodno (hromada Zbaraż, rejon tarnopolski, obwód tarnopolski). Został uwieczniony na rysunkach Napoleona Ordy.

## Historia
W latach 1782–1783 właściciele wsi Kołodno była rodzina Świejkowskich, która na miejscu zamku wybudowała pałac.
Mykoła Teodorowycz, nauczyciel, działacz religijny i społeczny, miejscowy historyk, odnosząc się do informacji Tadeusza Steckiego, zaznacza: ...nie ma śladu po starożytnym zamku książąt Ostrogskich w Kołodnie. Pałac ziemiański, zbudowany przez Świejkowskiego, stoi na wałach, które przetrwały. Prowadzi do niego szeroka, zacieniona i majestatyczna aleja kasztanowa. Jest też ładny ogród.
Do 1914 r. w specjalnej skrytce we dworze przechowywano buławę hetmańską i prywatną korespondencję króla Jana III Sobieskiego.
W 1939 r. w budynku otwarto pięcioletnią szkołę, był siedzibą rady sołeckiej i wydziału drogowego. W 1941 r. jego właścicielem został Niemiec. W sierpniu 1943 r. pałac został spalony.

## Opis
Pałac posiadał 36 pokoi i trzy wejścia. Wokół niego utworzono park, wybudowano oranżeria i szklarnię.